# Historien om Övärlden
Historien om Övärlden (Legend of Earthsea, senare bara Earthsea) är en film i fantasy-genren från 2004, från början inspelad som miniserie för TV. Filmen är löst baserade på Ursula K. Le Guins två första böcker om Övärlden, Trollkarlen från Övärlden och Gravkamrarna i Atuan. Le Guins genomtänkta och djupa berättelse har kryddats med strider, kärlekshistorier, mord, profetior och drömvisioner så mycket att filmen, förutom i några enstaka scener, inte har mer än personernas och platsernas namn gemensamt med originalet. Bland LeGuins starkaste kritik mot serien hör att filmmakarna struntat i Övärlden främst befolkas av mörkhyade människor.
I rollerna syns bland andra:
- Shawn Ashmore - Ged
- Kristin Kreuk - Tenar
- Danny Glover - Ogion